# Uchida Kōsai
Uchida Kōsai (内田 康哉?; Yatsushiro, 17 novembre 1865 – Tokyo, 12 marzo 1936) è stato un politico e diplomatico giapponese fu per due volte primo ministro del Giappone per brevi mandati, nonche tre volte Ministro degli Affari Esteri del Giappone..

## Biografia

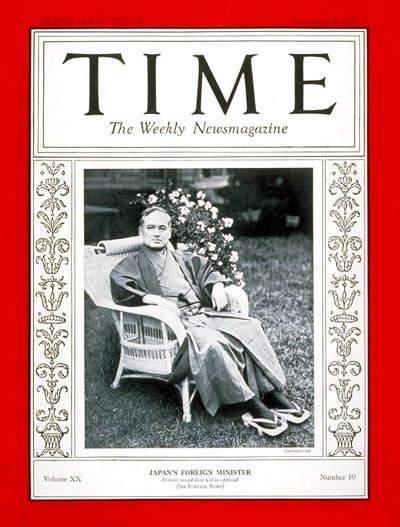
Uchida Kōsai sulla copertina del Time Magazine del 5 settembre 1932

Il conte Uchida (anche conosciuto come Uchida Yasuya) nacque nell'attuale città di Yatsushiro, nella prefettura di Kumamoto, figlio di un medico locale. Dopo aver studiato inglese per due anni all'Università di Doshisha, Uchida si trasferì all'Università Imperiale di Tokyo ove si laureò in legge.
Dopo la laurea, Uchida entrò nel Ministero degli affari esteri e prestò servizio come ambasciatore in Cina e poi nell'Austria-Ungheria, poi negli Stati Uniti. Prestò servizio poi come Ministro degli affari esteri giapponese dal 1911 al 1912 nel II governo di Saionji Kinmochi.
Nominato ambasciatore nell'Impero russo poco prima dello scoppio della rivoluzione bolscevica, Uchida fece ritorno in Giappone per venire nominato nuovamente Ministro degli Esteri dal 1918 al 1923 durante i governi di Hara Takashi, Takahashi Korekiyo e Katō Tomosaburō. Egli prestò servizio come Primo Ministro del Giappone due volte in periodi di sedivacanza (la prima volta dopo l'assassinio del primo ministro Hara e la seconda dopo l'improvvisa morte del primo ministro Katō, immediatamente prima del grande terremoto del Kantō).
Venne nominato membro della Camera dei Pari giapponese nel 1930 e divenne presidente della Compagnia Ferroviaria della Manciuria Meridionale nel 1931.
Durante il suo terzo mandato come Ministro degli affari esteri, dal 1932 al 1933 sotto l'amministrazione di Saitō Makoto, egli richiese un riconoscimento diplomatico del Manchukuo e pretese poi il ritiro del Giappone dalla Lega delle Nazioni. Il 5 settembre 1932 apparve sulla copertina del Time Magazine, rivista alla quale rilasciò una lunga intervista sul suo contenzioso con la Lega delle Nazioni. Morì 15 giorni dopo l'Incidente del 26 febbraio. La sua tomba è posta nel Tama Reien di Fuchu, Tokyo.